# Koalabrødrene
Koala Brødrene (originaltitel: The Koala Brothers) er en britisk børne-tv-serie fra 2003 skabt af David Johnson. Koala Brødrene Frank og Buster hjælper deres venner og viser værdien af venskab og næstekærlighed. 

## Danske Stemmer
- Buster – Caspar Phillipson
- Jonna – Trine Glud
- Lola – Christiane Bjørg Nielsen
- Mitzi – Louise Fribo